# 矢追秀武
矢追 秀武（やおい ひでたけ、1894年10月11日 - 1970年9月23日）は、大正から昭和にかけて活躍した日本の細菌・ウイルス学者。東京帝国大学教授、国立予防衛生研究所部長、横浜医科大学（現：横浜市立大学）細菌学教授（1951年-1961年）、神奈川歯科大学教授を歴任。精製痘苗の精製（矢追抗原、PVL, Purified vaccine lymph）、溶連菌毒素のトキソイド化の研究で知られる。

## 略歴と業績
1894年（明治27年）、奈良県高畑町番外1番地（菩提町1番地）で生まれた。1920年12月、東京帝国大学医学部を卒業。
同大学衛生学教室に研究生として入室。翌年、副手、助手になった。酸類の細菌に及ぼす影響を研究した。1923年（大正12年）5月から東京帝国大学付属伝染病研究所の技手となった。入所して3年後医学博士号を取得。論文の題は「腸内細菌の生物学的研究」。1929年（昭和4年)、獣医学専門の笠井久雄の協力を得て、早くも精製痘苗を創成した。しかしこの時期ではいまだ不完全なものであった。
1930年（昭和5年）11月国際連盟のスカラーシップを得て、イギリス、ドイツ、オーストリア、フランス、スウェーデン、ノルウェー、デンマーク、オランダ、チェコスロバキアに2年以上歴訪した。天然痘、牛痘、一般のウイルス病の研究を行い、1933年1月帰国した。同年12月、東京帝国大学助教授に任命され、伝染病研究所に復帰。牛痘ウイルスの研究に没頭する。日本の種痘法は天然痘の撲滅に寄与したが、まれに「種痘後脳炎」を発生させた。矢追は精製痘苗（矢追抗原）を注射すれば、100%安全な種痘ができることを発見した。第二次世界大戦中、1943年9月に陸軍省臨時嘱託になり、マレー、ジャワでデング熱の研究を行った。
1946年8月、東京帝国大学教授に就任。翌年7月、国立予防衛生研究所に移動。試験製造部長になったが、百日咳ワクチンの製造販売に関してGHQのクロフォード・F・サムス公衆衛生福祉局長から糾弾され、予研を追放された。1951年から横浜医科大学教授になり、その後、神奈川歯科大学でも教えた。厚生省の薬事委員会委員、生物学的製剤等基準調査会専門委員も歴任した。1948年、東京大学皮膚科において、矢追抗原の臨床的使用が開始された。また矢追は、溶蓮菌毒素のトキソイド化を研究した。1960年野口英世記念医学賞受賞。
東京帝大交響楽団の創始者でもある。二木式健康法（玄米食の利用）普及者としても知られる。「結婚すると研究のために一人の女性を不幸にするかもしれない」との心配のために、独身で過ごし、1970年9月23日、死去した。

## 著書
- 『種痘』1947年
- 『栄養と伝染病』1948年
- 『総合医学新書 No.24 ウイルス学入門』1952年

## 文献
- 村上陽一郎編『日本の科学者101』 2010年 新書館 ISBN 978-4-403-25106-1
- 泉孝英『日本近現代 医学人名事典』 2012年 医学書院 ISBN 978-4-260-00589-0